# 拉利爾·霍利斯-傑佛森
拉利爾·霍利斯-傑佛森（英語：Rahlir Hollis-Jefferson，1991年6月26日—）為美國男子籃球運動員，最後效力於T1聯盟臺北戰神。
霍利斯-傑佛森來自宾夕法尼亚州切斯特，畢業於天普大學。

## 職業生涯
2013-14賽季霍利斯-傑佛森在AB孔特恩場均表現為15.2分、9.0籃板、2.4抄截。
2018年8月14日，卡塔亞引進霍利斯-傑佛森。2019年2月12日，卡塔亞終止霍利斯-傑佛森的合約。2021年11月23日，霍利斯-傑佛森重返卡塔亞。2022年5月7日，霍利斯-傑佛森與卡塔亞完成續約。
2023年12月12日，霍利斯-傑佛森離開OSE獅子。12月14日，霍利斯-傑佛森加盟弟弟朗戴·霍利斯-傑佛森所效力的球隊菲律賓電信，攜手征戰東亞超級聯賽，此為兄弟倆生涯首次同隊，之後頂替弟弟成為菲律賓電信在PBA委員盃的外籍球員。
2024年2月6日，霍利斯-傑佛森加盟T1聯盟臺北戰神，中文登錄名為「赫里斯-傑佛森」。5月6日，霍利斯-傑佛森於季後賽首輪第一戰因阿基里斯腱斷裂，2023-24賽季確定提前報銷。12月23日，台灣職業籃球大聯盟臺北台新戰神宣布霍利斯-傑佛森傷癒回歸球隊。2025年3月16日，臺北台新戰神總經理林祐廷表示霍利斯-傑佛森已離隊。

## 外部連結
- 拉利爾·霍利斯-傑佛森在fiba.basketball（英语）
- 拉利爾·霍利斯-傑佛森在NBA G聯盟官網（英语）
- 拉利爾·霍利斯-傑佛森在Basketball-Reference.com（NBA G聯盟）（英语）
- 拉利爾·霍利斯-傑佛森在Sports-Reference.com（NCAA）（英语）
- 拉利爾·霍利斯-傑佛森在Eurobasket.com（球員）（英语）
- 拉利爾·霍利斯-傑佛森在Proballers（英语）
- 拉利爾·霍利斯-傑佛森在RealGM（英语）
- 拉利爾·霍利斯-傑佛森在Flashscore（英语）
- . KatajaBasket.fi.   [2024-12-23]. （原始内容存档于2025-02-15）.